# Mont Petegari
Le mont Petegari (ペテガリ岳, Petegari-dake) est une montagne culminant à 1 736 m d'altitude dans les monts Hidaka en Hokkaidō au Japon.